# 雁荡毛蕨
雁荡毛蕨（学名：Cyclosorus yandangensis）为金星蕨科毛蕨属下的一个种。